# Ioannis Pasalidis
Ioannis Pasalidis (* 1889 in Sanda in der Nähe des heutigen Trabzon, Osmanisches Reich; † 15. März 1968 in Thessaloniki; griechisch Ιωάννης Πασαλίδης, alternativer Name Giannis Pasalidis, alternative Transkription Ioannis Passalidis) war ein linker griechischer Politiker und langjähriger Vorsitzender der griechischen Linkspartei Eniea Dimokratiki Aristera (EDA) sowie Arzt.

## Leben
Pasalidis wurde im Dorf Kutaisi in der (heutigen) Georgien geboren. Er studierte nach seinem Schulabschluss Medizin in Russland an der Universität in Moskau (oder Leningrad, je nach Quelle) und schloss sein Studium 1910 ab. Nach seinem Studium arbeitete er als Arzt in Suchumi.
Nach der Unabhängigkeitserklärung Georgiens 1918 kandidierte Pasalidis für ein Mandat des georgischen Parlaments und zog als Abgeordneter der Georgischen Sozialdemokratischen Arbeitspartei in das georgische Parlament ein. Mit dem Verlust der georgischen Unabhängigkeit 1921 nach Einmarsch der Roten Armee verlor er auch sein Parlamentsmandat. 
1922 emigrierte er nach Griechenland und ließ sich in Thessaloniki nieder. 1923 wird er als venizelistischer (liberal-republikanischer) Abgeordneter für den Wahlkreis Thessaloniki erstmals in das griechische Parlament gewählt.
In den 1930er Jahren wurde er Mitglied der Partei Enosi Laikis Dimokratias (Vereinigung der Volksdemokratie, ELD) und war Mitglied in deren Zentralkomitee, bevor er zur Griechischen Sozialistischen Partei (Elliniko Sozialistiko Komma, ESK) wechselte. Diese gründete neben anderen Parteien und Organisationen während der Besatzungszeit Griechenlands 1941 die Widerstandsorganisation Ellinko Apeleftherotiko Metopo (EAM). 1945 war er Mitglied im Zentralkomitee der EAM.
1951 wurde er Mitglied und Vorsitzender der Linkspartei Eniea Dimokratiki Aristera (griechisch Ενιαία Δημοκρατική Αριστερά ΕΔΑ, Vereinigung der Demokratischen Linken EDA) und kandidierte bei den Parlamentswahlen 1951 im Wahlkreis Thessaloniki für die EDA. Diese zog bei diesen Wahlen mit 10,57 % erstmals in das griechische Parlament als viertstärkste Partei ein. Pasalidis wurde als Abgeordneter von Thessaloniki Parlamentsmitglied und übernahm die Führung der EDA-Fraktion. Gleichzeitig war Pasalidis Parteivorsitzender der EDA. Größter Erfolg von Pasalidis war der Stimmenanteil von mehr als 24 % bei den Parlamentswahlen 1958, als die EDA infolge einer Wahlrechtsreform und der Zersplitterung der Parteien des politischen Zentrums stärkste Oppositionskraft wurde. 1963 sprach Pasalidis mit seiner EDA-Fraktion dem neuen Ministerpräsidenten Georgios Papandreou das Vertrauen im Parlament aus. Papandreou wünschte im Gegensatz zu 1956 keine weitere Zusammenarbeit mit der Linkspartei EDA und veranlasste Neuwahlen für 1964. 
Den Partei- und Fraktionsvorsitz der EDA übte er bis zum Beginn der griechischen Militärdiktatur am 21. April 1967 aus. Die EDA wurde von den Obristen umgehend nach deren Machtergreifung verboten. Pasalidis wurde festgenommen und starb 1968 in Thessaloniki.